# 清水啓吾
清水啟吾（日语：／ Shimizu Keigo，1939年7月2日—），日本男子游泳运动员。他在1960年夏季奥林匹克运动会中，参加了男子4×100米混合泳比赛并获得铜牌。他也参加了1962年亚洲运动会。